# Engeln
Engeln är en TV-serie i fem timmeslånga avsnitt som visades på SVT i 1974. Allan Edwall skrev manus och spelade huvudrollen. År 1976 visades ytterligare fyra timmeslånga TV-avsnitt.  Första omgången regisserades av Lasse Forsberg, andra omgången av Hans Iveberg. Ett avsnitt har visats i Minnenas television. I maj 2014 lades första säsongen av serien upp i SVT:s öppna arkiv. I juli lades den andra säsongen upp men inte permanent på grund av upphovsrätt.

## Handling
Bertil Engelbrekt är en före detta landslagsspelare i fotboll som efter sin aktiva karriär hjälper sin halvbror Torkel (Ulf Palme) med ströjobb på dennes detektivbyrå. Efter att ha åkt in i fängelse vid ett uppdrag vill han definitivt hitta någon annan sysselsättning. Även flickvännen Maggan är trött på Bertils jobb. Men hela tiden dyker något upp som gör att han inte kan låta bli att hjälpa sina medmänniskor.

## Rollista, TV-serien
- Allan Edwall - Bertil "Engeln" Engelbrekt
- Ulf Palme - Torkel, Engelns halvbror
- Kim Anderzon - Maggan
- Hjördis Petterson - Morsan
- Håkan Serner - "Korken"
- Elsa Ebbesen - tant Eriksson
- Stephan Karlsén - Eivind
- Yvonne Lombard - Syster Elsa
- Per Grundén - Axel Karlgren
- Gunnar 'Knas' Lindkvist - byggjobbare
- Gunnar Björnstrand - Bäckman
- Henrik Schildt - förmyndare Björklund
- Birger Malmsten - Linder
- Chatarina Larsson - inredare
- Monica Nordquist - Rose-Marie
- Helge Skoog - Brodin
- Dora Söderberg - granntant
- Olle Hilding - granne
- Björn Gustafson - Rose-Maries "offer"
- Gösta Prüzelius - Rose-Maries "offer"
- Georg Årlin - Rose-Maries "offer"
- Sture Djerf - Rose-Maries "offer"
- Anders Ek - Erling Wiberg
- Inga Tidblad - Elsie
- Aino Taube - fru Burenheim
- Christer Banck - Carl-Fredrik
- Björn Gedda - Edler
- Nils Eklund - herr Larsson
- Tintin Anderzon - Peggy
- Arne Ragneborn - Manne Eriksson
- Fredrik Ohlsson - man i överrock som skuggas av Engeln
- Lauritz Falk - Stensen
- Frank Sundström - domare
- Lena-Pia Bernhardsson - Ingeborg
- Arne Källerud - restauranggäst
- Ingvar Hirdwall - Arvid
- Percy Brandt - Östberg
- Rolf Bengtsson - Viktorsson
- Barbro Kollberg - Maja
- Carl-Åke Eriksson - Krantz
- Ingvar Kjellson - vaktmästare
- Bergljót Árnadóttir - telefonist
- Åke Engfeldt - taxichaufför
- Olof Bergström - Brynielsson
- Ulla Sjöblom - fru Hult
- Jan Erik Lindqvist - herr Hult
- Sven-Eric Gamble - Malmberg
- Fred Åkerström - Strömberg
- Nils Brandt - Petrus
- Axel Düberg - kommissarie